# 西列罗斯
西列罗斯，是西班牙埃斯特雷马杜拉卡塞雷斯省的一个市镇。总面积209平方公里，总人口2065人（2001年），人口密度10人/平方公里。